# Limnogale
Genre
Espèce
Statut de conservation UICN

 VU B2ab(ii,iii) : Vulnérable
Le Limnogale (Limnogale mergulus) est une espèce de mammifères de l'ordre des Afrosoricida et de la famille des Tenrecidae. C'est la seule espèce du genre Limnogale. Le Limnogale est une espèce d'insectivore aquatique endémique du plateau central de Madagascar, où il est nommé voalavorano (« rat d'eau »).

## Description
Le Limnogale mesure de la tête au corps 130 mm de long avec une queue aussi longue. Il présente une coloration générale des parties supérieures brunâtre, consistant en un mélange de poils courts de couleur fauve avec des poils noirs moins nombreux et plus longs, le dos postérieur étant plus noir que l'antérieur. La face supérieure du museau est couverte de poils courts de couleur brun noir. Ses vibrisses sont de taille moyenne, ne dépassant pas 30 millimètres de longueur, presque toutes d'un blanc pur. Ses oreilles sont courtes, plus hautes que larges ; les faces interne et externe de la conque sont couvertes de poils courts, gris foncé. Derrière les oreilles se trouve une petite tache de poils gris foncé. Ses parties inférieures sont d'un gris jaunâtre clair.  Ses orteils sont unis par une membrane noirâtre, laissant les griffes libres. Sa queue écailleuse est finement poilue et brun foncé sur la face supérieure et latérale et occupée par des poils plus longs, épais et blancs jaunâtres sur la face inférieure
Le Limnogale une espèce morphologiquement adaptée aux milieux aquatiques : ses pieds sont palmés entre les orteils et présentent des soies flottantes sur les bords ; sa queue est forte, épaisse et comprimée dans la partie distale par les côtés ; son crâne est élargi avec une partie faciale courte et large.

## Répartition

Répartition de l'espèce.

Le Limnogale est décrit depuis les zones humides des Hautes Terres de Madagascar, dans les régions de Haute Matsiatra et de Vakinankaratra.

## Taxonomie et systématique
Cette espèce est décrite par le zoologiste suisse Charles Immanuel Forsyth Major en 1896 sous le nom Limnogale mergulus dont elle est le seul représentant du genre Limnogale. 
À Madagascar, elle est nommée voalavorano (« rat d'eau ») alors qu'elle est désignée en français par le nom sans épithète « Limnogale ».
Les pattes palmées du Limnogale sont un type d'adaptation rare chez les insectivores qui justifie son classement dans un genre monospécifique. Cette particularité est présente seulement chez le Limnogale, le Micropotamogale du Mont Ruwenzori (Micropotamogale ruwenzorii), le Desman des Pyrénées (Galemys pyrenaicus) et le Nectogal élégant (Nectogale elegans).

### Espèce
- (en) Mammal Species of the World (3e  éd., 2005) :  Limnogale mergulus
- (en) Tree of Life Web Project : Limnogale mergulus
- (en) Catalogue of Life : Limnogale mergulus Major, 1896 (consulté le 15 décembre 2020)
- (fr + en) ITIS : Limnogale mergulus  Major, 1896
- (en) Animal Diversity Web : Limnogale mergulus
- (en) NCBI : Limnogale mergulus (taxons inclus)
- (en) UICN : espèce Limnogale mergulus Major, 1896 (consulté le 22 mai 2015)

### Genre
- (en) Mammal Species of the World (3e  éd., 2005) :  Limnogale
- (en) Catalogue of Life : Limnogale Major, 1896 (consulté le 30 mars 2023)
- (fr + en) ITIS : Limnogale  Major, 1896
- (en) Animal Diversity Web : Limnogale
- (en) NCBI : Limnogale (taxons inclus)
- (en) UICN : taxon  Limnogale  (consulté le 6 janvier 2023)